# 南榆林乡 (浑源县)
南榆林乡，是中华人民共和国山西省大同市浑源县下辖的一个乡镇级行政单位。

## 行政区划
南榆林乡下辖以下地区：
南榆林村、毕村、姜家沟村、北榆林村、上韩村、二岭村、泥沟村、仝嘴村、车坊村、北紫峰村、南紫峰村、南水头村、东水头村、三岭村、北水头村、东圪坨铺村、西圪坨铺村、东沟村、松树湾村和北晋庄村。